# Кантор Олег Ярославович
Оле́г Яросла́вович Кантор (народ. 1955 р., м. Гадяч — вбитий 20 липня 1995 на підмосковній дачі Снєгірі, Росія) — російський бізнесмен і банкір.

## З біографії
Освіта — Новосибірський інститут радянської кооперативної торгівлі. Керував виробничим об'єднанням з будівництва лісопереробного заводу і заводу залізобетонних виробів у Нижньовартовську. Тут же в Нижньовартовську О. Я. Кантор створив філіал Кредо-банку. З 1991 — президент Югорського акціонерного банку. Був віце-президентом Союзу нафтопромисловців, членом вищої ради Російської об'єднаної промислової партії (РОПП), членом президії координаційної ради «Круглий стіл» бізнесу Росії.